# Graphia strigosa
Graphia strigosa är en tvåvingeart som beskrevs av Wulp 1885. Graphia strigosa ingår i släktet Graphia och familjen parasitflugor. Inga underarter finns listade i Catalogue of Life.